# Gastern
Gastern är en ort och kommun  i Österrike. Den ligger i distriktet Waidhofen an der Thaya i förbundslandet Niederösterreich, 110 km nordväst om huvudstaden Wien.
Kommunen består av nio orter (Ortschaften) (inom parentes invånarantal 1 januari 2024):

- Frühwärts (217)
- Garolden (96)
- Gastern (336)
- Immenschlag (39)
- Kleinmotten (106)
- Kleinzwettl (97)
- Ruders (117)
- Weißenbach (104)
- Wiesmaden (53)